# Henriqueta de Nevers
Henriqueta de Nevers ou Henriqueta de Cleves (em francês:  Henriette; 31 de outubro de 1542 – 24 de junho de 1601, foi uma nobre francesa, herdeira da família de Cleves que detinha o ducado de Nevers e o condado de Rethel. Era ainda conhecida por Henriqueta de La Marck (do nome da casa nobre a que pertencia por nascimento).
Tornou-se suo jure 4.° Duquesa de Nevers e suo jure Condessa de Rethel, após a morte sem geração do seu irmão, Jaime de Cleves, Duque de Nevers e Conde de Rethel, em 1564. Veio a casar com o nobre de origem italiana Luis Gonzaga, que veio a ser Duque de Nevers e de Rethel, e Príncipe de Mântua.

## Família
Henriqueta nasceu em La Chapelle-d'Angillon, no departamento de Cher, em França, sendo a filha mais velha e segunda criança de Francisco I, primeiro Duque de Nevers e Conde de Rethel, e de Margarida de Bourbon-La Marche. O Delfim Henrique (o futuro Rei Henrique II de França) foi o seu padrinho de baptismo.
Os seus avós paternos foram Carlos II de Cleves, Conde de Nevers, e Maria de Albret, Condessa de Rethel. Os seus avós maternos foram Carlos de Bourbon, duque de Vendôme e Francisca de Alençon.
Henriqueta teve três irmãos e duas irmãs mais novas:
1. Francisco II de Cleves, segundo Duque de Nevers, Conde de Rethel;
2. Jaime de Cleves, terceiro Duque de Nevers, Conde de Rethel;
3. Henrique de Cleves, que morreu ainda jovem;
4. Catarina de Cleves; e
5. Maria de Cleves.

Em 1564, com a morte do seu irmão Jaime, Henriqueta tornou-se suo jure quarta Duquesa de Nevers e Condessa de Rethel. O seu irmão mais velho, Francisco, morrera em 1562, sem deixar descendência.
Henriqueta herdou também uma enorme dívida do seu falecido pai e irmãos, mas soube gerir a situação por forma a estabilizar a situação financeira da família, vindo a tornar-se um dos principais credores do Reino.

## Casamento e descendência

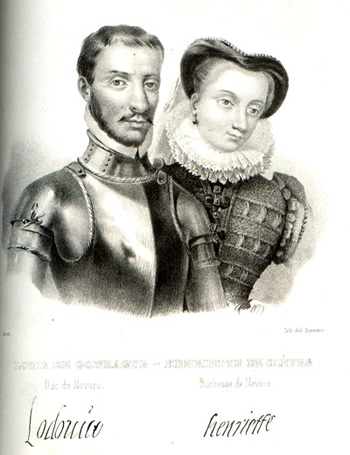
Henriqueta e seu marido, Luís Gonzaga

Em 4 de março de 1565, em Moulins, Bourbonnais aos 22 anos de idade, Henriqueta casou com Luís Gonzaga, terceiro varão do Duque soberano de Mântua, e seu segundo primo (as avós de ambos eram irmãs). O seu marido assumiu os títulos de Duque de Nevers e de primeiro Duque de Rethel por direito da mulher, enquanto Henriqueta adquiriu os novos títulos de Duquesa de Rethel e Princessa de Mântua.
Luís e Henriqueta tiveram cinco filhos:
1. Catarina Gonzaga (1568-1629), que viria a casar com Henrique I de Orleães, Duque de Longueville, com geração;
2. Henriqueta Gonzaga (1571-1601), que veio a casar com Henrique de Lorena, Duque de Mayenne, sem geração;
3. Frederico Gonzaga (1573-1574)
4. Francisco Gonzaga (1576-1580)
5. Carlos Gonzaga (1580-1637), que sucedeu a seus pais nos Ducados de Nevers e Rethel, herdando mais tarde as pessessões italianas da família, o Ducado de Mântua e o Ducado de Monferrato. Casou com Catarina Mayenne (filha de Carlos de Lorena, Duque de Mayenne e de Henriqueta de Saboia, Marquesa de Villars),  com geração.

Henriqueta veio a tornar-se amante de Aníbal Coconna, um aventureiro Piemontês que veio a ser decapitado em 1574, juntamente com Joseph Boniface de La Mole, por participar na conspiração contra Carlos IX de França, gravemente doente e era apoiado por Francisco, Duque de Alençon. Foi alegado que ela e a rainha Margarida de Navarra secretamente e a meio da noite, teriam retirado as cabeças que foram expostas num lugar público, embalsamando-os e enterrando-os em solo consagrado.
Henriqueta faleceu em 24 de junho de 1601, no Hotel de Nevers, residência parisiense dos Duques de Nevers. Veio a ser enterrada na Catedral de Nevers. O seu marido morrera 6 anos antes em 1595 após uma vida de fidelidade à Coroa de França.

## Representações artísticas
O retrato de Henriqueta foi pintado em data desconhecida pelo conhecido miniaturista e artista renascentista francês, François Clouet. Ele é famoso pelas suas representações pormenorizadas da família real e da nobreza francesa.